# Hoppgrenar

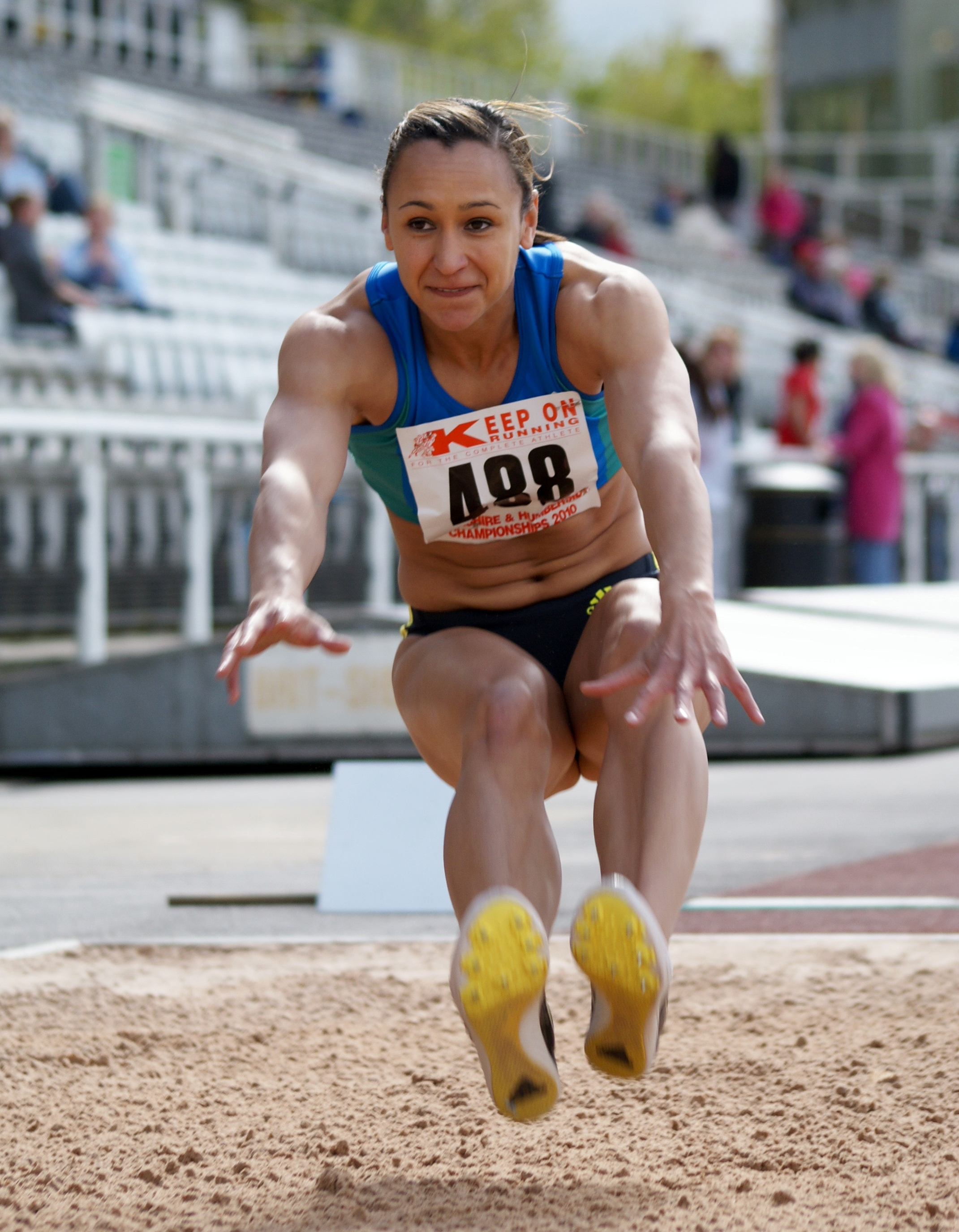
En längdhoppare på väg att ta mark efter ett hopp.

Inom friidrotten finns det fyra olika hoppgrenar: Längdhopp, tresteg, höjdhopp och stavhopp. Dessa kan delas upp i horisontella (längdhopp och tresteg) och vertikala hopp (höjd- och stavhopp). Det har historiskt sett även tävlats i framförallt längdhopp och höjdhopp utan ansats. 